# バクー油田

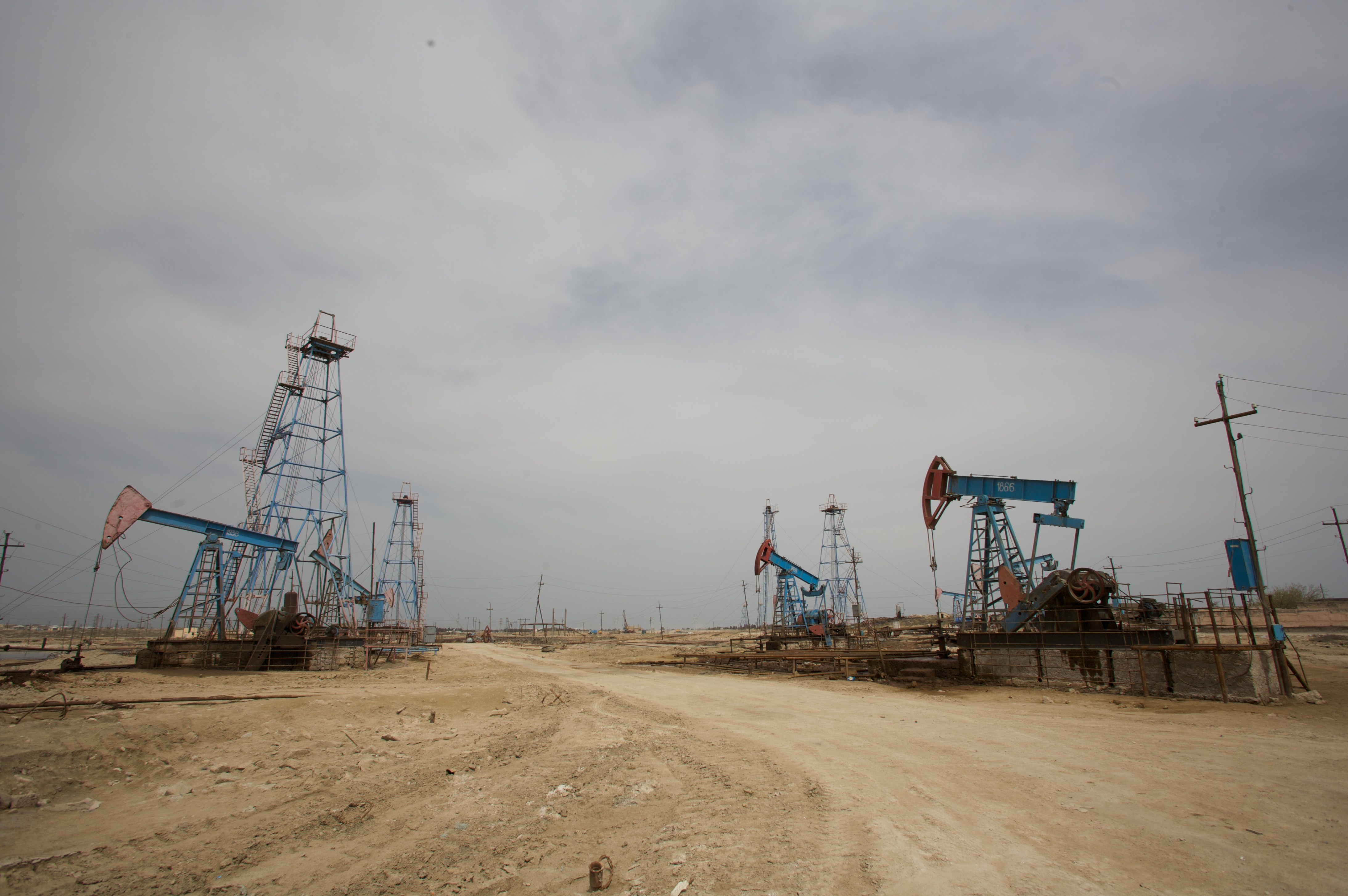
バクー油田

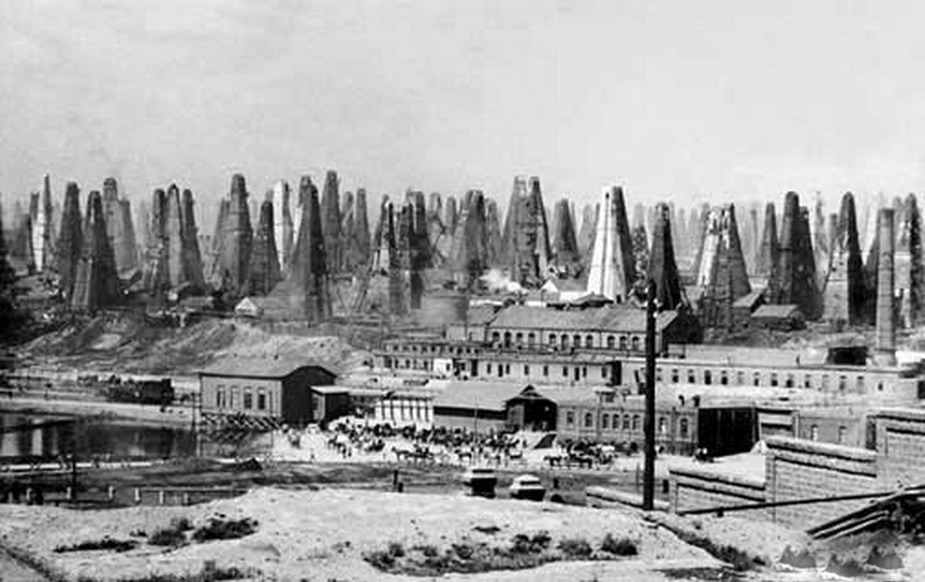
1800年代のバクー油田

バクー油田（バクーゆでん）は、アゼルバイジャン共和国首都のバクーにある油田である。

## 歴史
その歴史は古く、1830年代から始まった。1878年秋、ロシア初の石油パイプラインНефтепровод Балаханы — Чёрный городがen:Branobelによって作られた。
- en:Branobel
- en:De Rothschild Frères
- ロイヤル・ダッチ・シェル
- en:Zeynalabdin Taghiyev
- en:Musa Naghiyev
- en:Murtuza Mukhtarov
- en:Shamsi Asadullayev
- James Vishau and Anglo-Russian Oil Company
- Trade House Benkendorf and Co
- The Russian Oil General Corporation（en:A.I. Mantashev & Co.、en:G.M. Lianozov Sons等）

ペルシャ湾の油田が見つかるまでは世界の石油生産の過半数を占める世界一の油田だったが、ソ連によって国有化され、1930年代にかけては同国の石油産出量の大半を占めていた。バクー油田を管理したアレクサンドル・セレブロフスキーは「ソ連のロックフェラー」と呼ばれた。
第二次世界大戦初期の独ソ関係良好期には、パイク作戦として、ドイツに石油を供給するソ連領のバクー油田を英仏連合軍が爆撃する提案がされた。独ソ戦中、アドルフ・ヒトラーのドイツ軍は、ソ連の戦争継続能力を奪い、不足する自国の石油も確保するためにバクー油田占領を目的として、ソ連南部、カフカス地方へ侵攻した(ブラウ作戦)。ドイツ軍が占領した際は連合軍の爆撃計画が再開されることになっていた。ドイツ軍は1942年夏にはカフカス山脈の中央部まで進出したが、補給難から撤退し、ブラウ作戦自体もスターリングラード攻防戦の敗北によって失敗した。戦争中、バクー油田は一貫してソ連の石油供給の中心を担い、勝利への大きな貢献を果たした。
ソ連時代にはNeftciler（アゼルバイジャン語で油田労働者を意味する）による開発が行われていたが、ソ連崩壊後は外国資本による開発も行われている。その後はヴォルガ・ウラルや西シベリアの油田地帯が開発されるに従ってその割合は次第に低下していった。
今日ではアゼルバイジャン政府はよりクリーンで効率的な石油採掘を目指している。その一環となるのがバクー・トビリシ・ジェイハンパイプライン（BTCパイプライン）である。
- en:Absheron gas field

21世紀に入ると、初期の頃から開発が進んだ領域（例:ビビ・ヘイバト油田）では、くみ上げ量の9割が水になるなど資源の枯渇が始まった。油田の領域は、カスピ海沖合（例:カスピ海油田）へと拡大している。